# Фридберг (бургграфство)
Бургграфството Фридберг (на немски: Burggrafschaft Friedberg) е територия на Свещената Римска империя от късното Средновековие от общността (Burgmann) на бургграфовете на имперския замък Фридберг в Хесен до 1806 г. Бургграфовете са директно подчинени на краля или императора.

## История
Замъкът Фридберг е споменат за пръв път в документ от 1216 г. от крал Фридрих II. Първият бургграф е Гизелберт (1216). Първо кралят назначава бургграфа, от средата на 14 век той се избира и е признаван от краля. Оттогава се извършва избор за цял живот. Той е едновременно командир, най-главен представител и съдия. Освен това бургграфът изпълнява задачи на краля извън замъка и града.
През 1768 г. император Йозеф II основава рицарския орден на Свети Йозеф за бургграфовете на Фридберг. Римският император е велик майстор, бургграф велик приор. Бург-майсторите и полковите бургмани са командири на ордена, а обикновените бургмани – рицари на ордена.
Последният бургграф на Фридберг е Клеменс Аугуст фон Вестфалия († 1818), който е държавен министър на курфюрство Майнц и императорски дипломат. През 1806 г. Бургграфството Фридберг е медиатизирано във Великото херцогство Хесен.

- Град Фридберг в Хесен и замък Фридберг през 17 век
- Герб на замък Фридберг